# تشارشنبه
تشارشنبه هي بلدة في مقاطعة شهرسبز في ولاية قشقداريا في أوزبكستان.